# Estación Apóstoles-Colonia Liebig's
Se denomina Estación Apóstoles - Colonia Liebig's a la aglomeración urbana que se extiende entre las localidades argentinas de Colonia Liebig's en la provincia de Corrientes y Estación Apóstoles en la provincia de Misiones en las coordenadas 27°54′44″S 55°49′13″O / -27.91222, -55.82028. Ambas localidades se encuentran divididas por el arroyo Chimiray que separa las dos provincias.

## Población
Considerado como una aglomeración urbana por el INDEC, cuenta según los resultados del censo 2010 con 5,056 habitantes (Indec, 2010), en el anterior censo contaba con 4,442 habitantes (Indec, 2001) lo que representa un incremento poblacional del 13,8%.
| Componente         | Departamento | Provincia  | Censo 2010 | Censo 2001 | Censo 1991 |
| ------------------ | ------------ | ---------- | ---------- | ---------- | ---------- |
| Colonia Liebig's   | Ituzaingó    | Corrientes | 2.429      | 2.194      | 1.380      |
| Estación Apóstoles | Apóstoles    | Misiones   | 2.627      | 2.248      | 799        |
| Total              |              |            | 5.056      | 4.442      | 2.179      |